# 岡崎寛
岡崎 寛（おかざき ひろし、1927年1月15日 - ）は、日本の経営者。横浜ベイスターズ球団社長を務めた。

## 経歴
高知県出身。1952年に東京商科大学を卒業し、同年に大洋漁業に入社。1990年3月には横浜大洋ホエールズ球団社長に就任。横浜ベイスターズでも引き続き球団社長を務め、1994年3月には社長の座を大堀隆に譲り、自身は相談役に退いた。